# Tlahuelilpan
Tlahuelilpan est une municipalité du Mexique dans l'état de Hidalgo.

## Histoire
Le 18 janvier 2019, environ 700 personnes se trouve sur les lieux d'une fuite de carburant de l'oléoduc Tuxpan-Tula lors d'une explosion qui fait, selon un bilan au 5 février, de 127 morts et plusieurs dizaines de blessés dont 20 encore hospitalisés à cette date.